# Claxton (Norfolk)
Claxton – wieś w Anglii, w hrabstwie Norfolk, w dystrykcie South Norfolk. Leży 13 km na południowy wschód od Norwich i 161 km na północny wschód od Londynu.
Miejscowość liczy 244 mieszkańców.